# آثار و پیامدهای تجاوز جنسی

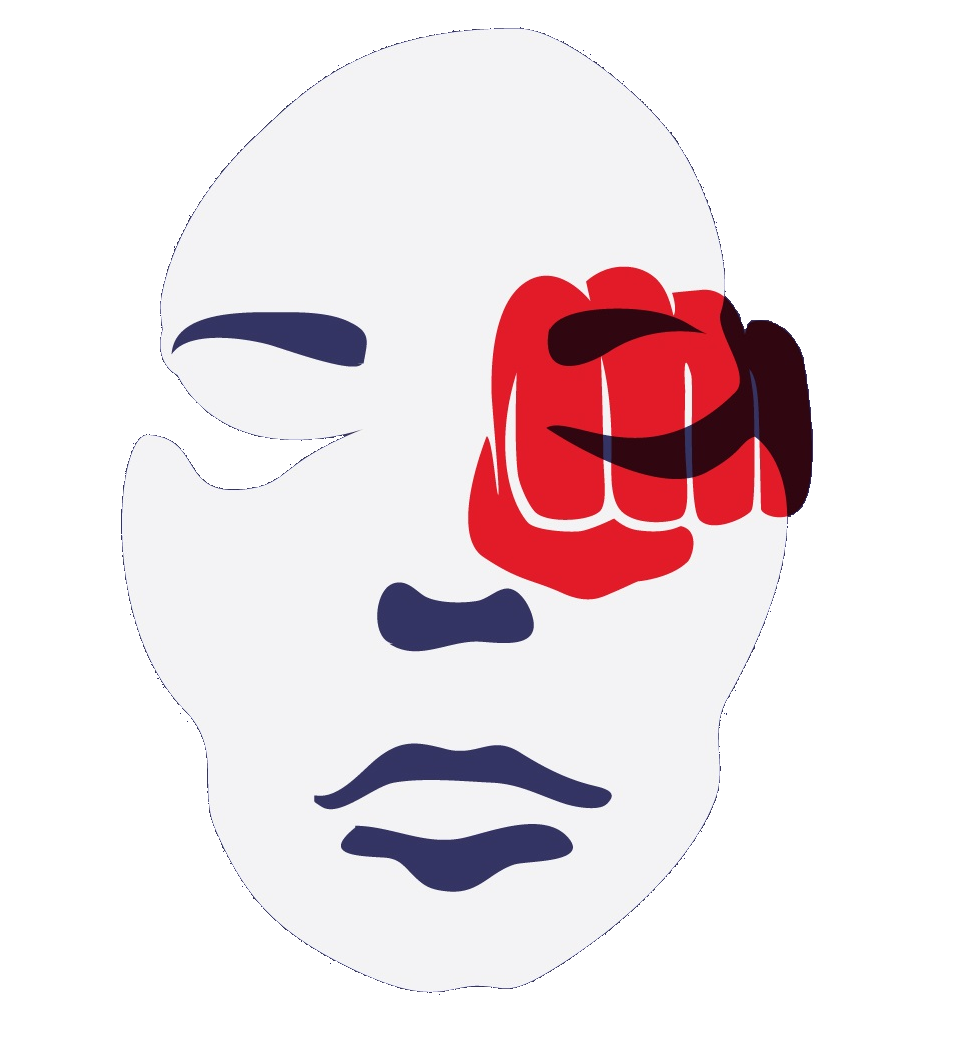
یک پوستر که از شما می‌خواهد چشمان خود را علیه زنانی که مورد آزار قرار می‌گیرند، باز کنید.

آثار و پیامدهای تجاوز جنسی یک ضربه روانی است که قربانی (که به آن «بازمانده» نیز گفته می‌شود) به روش‌های فیزیکی، روانی و جامعه شناختی تحت تأثیر این تجربه قرار می‌گیرد. اگرچه آثار و پیامدهای تجاوز جنسی در بین قربانیان متفاوت است، اما بیشتر افراد از مشکلاتی که در سه دسته قرار می‌گیرد رنج می‌برند. واکنش‌های طولانی‌مدت ممکن است شامل ایجاد مکانیسم‌های مقابله‌ای باشد که مانند حمایت اجتماعی، به نفع قربانی بوده، یا مانع از بهبودی او شود. جستجوی حمایت و منابع حرفه ای ممکن است به روش‌های مختلف به قربانی کمک کند.

## تأثیر فیزیکی

### زنان و زایمان
اثرات متداول تجربه شده توسط قربانیان تجاوز عبارتند از:
- خونریزی یا عفونت واژینال یا پارگی مقعد
- اختلال کم‌میلی جنسی
- عفونت واژنیا التهاب واژن
- دیسپارونی - مقاربت جنسی دردناک
- واژینیسموس - انقباض غیرارادی واژن وضعیتی که بر توانایی زنان برای نفوذ و رابطه جنسی تأثیر می‌گذارد.
- درد مزمن لگن
- عفونت‌های دستگاه ادراری
- بارداری حاصل از تجاوز
- ایدز/اچ‌آی‌وی

### بارداری
- بارداری ممکن است که پس از تجاوز جنسی رخ دهد و به عوامل بسیاری ارتباط دارد به‌خصوص به میزان استفاده از داروهای پیشگیری از بارداری بستگی دارد.
- باروری و عقیمی، مجله انجمن پزشکی آمریکایی تولید مثل، در سال ۱۹۸۲، گزارش داد که خطر حاملگی ناشی از تجاوز جنسی با خطر بارداری ناشی از یک تماس جنسی رضایت‌بخش، ۲ تا ۴ درصد است.[۴]
- یک مطالعه طولی در سال ۱۹۹۶ در ایالات متحده بر روی بیش از ۴۰۰۰ زن به مدت سه سال نشان داد که نرخ حاملگی مربوط به تجاوز جنسی در سراسر کشور ۵٫۰٪ به ازای هر تجاوز جنسی در میان قربانیان ۱۲ تا ۴۵ ساله بود، که هر ساله بیش از ۳۲۰۰۰ حاملگی را در قربانیان ناشی از تجاوز جنسی در سراسر کشور موجب شده‌است.[۵]
- مطالعه‌ای در سال ۱۹۹۱، در یک زایشگاه در لیما نشان داد که ۹۰ درصد از بانوانی که برای اولین بار در سن ۱۲ تا ۱۶ سالگی مادر می‌شوند، بر اثر تجاوز جنسی باردار شده‌اند که عامل اکثر آنها پدر، ناپدری یا سایر بستگان نزدیکشان بوده‌اند. سازمانی برای مادران نوجوان در کاستاریکا گزارش داد که ۹۵ درصد از مراجعان زیر ۱۵ سال آنها قربانی رابطه جنسی با محارم بوده‌اند.
- مطالعه‌ای روی نوجوانان در اتیوپی نشان داد که در میان آن‌هایی که تجاوز جنسی را گزارش داده‌اند، ۱۷ درصد پس از تجاوز باردار شدند،[۶] که این آمار مشابه ۱۵ تا ۱۸ درصد گزارش‌شده توسط مراکز بحران تجاوز جنسی در مکزیک است.[۷][۸]
- تجربه رابطه جنسی اجباری در سنین پایین، دیدگاهش در مورد کنترلش بر تمایلات جنسیش را کاهش می‌دهد. در نتیجه، احتمال کمتری وجود دارد که دختر نوجوانی که مجبور به رابطه جنسی شده‌است از کاندوم یا سایر اشکال پیشگیری از بارداری استفاده کند در نتیجه احتمال باردار شدنش را افزایش می‌دهد.[۹][۱۰][۱۱][۱۲]
- مطالعه عوامل مرتبط با بارداری نوجوانان در کیپ تاون، آفریقای جنوبی، نشان داد که شروع رابطه جنسی اجباری، سومین عامل، پس از فراوانی آمیزش در استفاده از داروهای ضدبارداری مدرن است.[۹] رابطه جنسی اجباری همچنین می‌تواند منجر به بارداری ناخواسته در زنان بالغ شود. در هند، مطالعه‌ای بر روی مردان متأهل نشان داد که مردانی که اعتراف کردند که رابطه جنسی اجباری با همسران خود دارند، ۲٫۶ برابر بیشتر از مردانی که چنین رفتاری را ندارند، باعث بارداری ناخواسته شده‌اند.[۱۳]
- هر بارداری ناشی از رابطه با یک غریبه، خطر پره‌اکلامپسی را افزایش می‌دهد، وضعیتی است که در آن فشار خون بالا در بارداری همراه با مقادیر قابل توجهی پروتئین در ادرار دیده می‌شود.[۱۴] برعکس، رابطه مداوم با یک شریک جنسی، (در معرض مایع منی یک نفر بودن) خطر پره‌اکلامپسی را کاهش می‌دهد.

### بیماری‌های منتقله از راه جنسی
تحقیقات بر روی زنان در پناهگاه‌ها نشان داده‌است که زنانی که هم آزار جنسی و هم جسمی از طرف پارتنر صمیمی خود را تجربه می‌کنند، بیشتر در معرض ابتلا به بیماری‌های مقاربتی هستند.

## تأثیر روانی
اکثر قربانیان تجاوز در دوره اولیه پس از حمله، تأثیر روانی شدیدتری را تجربه می‌کنند. با این حال، بسیاری از بازماندگان ممکن است آسیب روانی طولانی مدت را تجربه کنند.

### اثرات فوری
قربانیان تجاوز ممکن است اغلب بلافاصله پس از حمله دچار مشکلات اضطراب و ترس شوند. بر اساس یک مطالعه در مورد واکنش‌های پس از تجاوز که توسط مجله آمریکایی ارتوپسیکیاتری، صورت گرفت، ۹۶ درصد از زنان گفتند که چند ساعت پس از حمله از ترس، می‌لرزند. پس از گذشت مدتی، علائم قبلی کاهش یافته و سطح افسردگی، خستگی و بی‌قراری افزایش می‌یابد.

### اضطراب
پس از حمله، قربانیان تجاوز اضطراب و ترس شدیدتری را تجربه می‌کنند. به گفته دین جی. کیلپاتریک، روان‌شناس برجسته، قربانیان تجاوز دارای سطوح بالایی از اضطراب و اضطراب وابسته با فوبیا هستند و شامل موارد زیر است هرچند محدود به موارد زیر نیست:
- احساس ترس
- احساس عصبی بودن
- احساس تنش یا ناراحتی
- داشتن حملات پانیک
- داشتن پاسخ غیرمنطقی به محرک‌های خاص
- داشتن پاسخ اجتناب و/یا فرار.

### بیش از حد جنسی
برخی از قربانیان تجاوز با داشتن رابطه جنسی زیاد، حتی اگر قبل از تجاوز این کار را انجام نمی‌داده‌اند، کنار می‌آیند.

### اختلال استرس پس از سانحه
بسیاری از قربانیان تجاوز جنسی دارای اختلال اضطراب پس از سانحه هستند. مرکز ملی قربانیان و مرکز تحقیقات و درمان قربانیان جنایت گزارشی را منتشر کردند که نشان می‌دهد ۳۱ درصد از زنانی که مورد تجاوز جنسی قرار گرفته‌اند در مقطعی از زندگی خود پس از حمله به PTSD مبتلا می‌شوند. همان مطالعه تخمین زد که ۳٫۸ میلیون زن آمریکایی دچار PTSD مرتبط با تجاوز جنسی و ۱٫۳ میلیون زن مبتلا به PTSD ناشی از تجاوز جنسی هستند.

### افسردگی
یک مطالعه نشان داد که زنانی که مورد تجاوز جنسی قرار می‌گرفتند نسبت به زنانی که مورد تجاوز جنسی قرار نمی‌گرفته‌اند افسرده‌تر بودند. این مطالعه سطح افسردگی را با استفاده از آزمون پرسشنامه افسردگی بک صورت گرفته و به این نتیجه رسید که چهل و پنج درصد از زنان مورد ارزیابی در این مطالعه افسردگی متوسط یا شدید داشتند.

### سرزنش خود
سرزنش خود یکی از رایج‌ترین تأثیرات کوتاه‌مدت و بلندمدت است و معمولاً به‌عنوان یک مهارت مقابله اجتنابی عمل می‌کند که روند بهبودی را کند یا متوقف می‌کند اما اغلب می‌توان آن را با یک تکنیک شناخت درمانی معروف به بازسازی شناختی اصلاح نمود.
دو نوع اصلی سرزنشی خود وجود دارد: خود سرزنشی رفتاری (سرزنش غیر مستحق بر اساس اعمال) و سرزنش شخصیت شناختی (سرزنش غیر مستحق بر اساس شخصیت). قربانیانی که خود سرزنشی رفتاری را تجربه می‌کنند، احساس می‌کنند که باید کاری متفاوت انجام می‌دادند تا مورد تجاوز قرار نگیرند پس بنابراین خود را سرزنش و در نتیجه احساس گناه می‌کنند. بازماندگانی که خود سرزنش شخصیتی را تجربه می‌کنند، احساس می‌کنند که آنها به‌صورت ذاتی مشکلی دارند که باعث شده‌است شایسته حمله باشند.
یجون تانگنی، محقق برجسته در زمینه علل و اثرات روانشناختی شرم، پنج راه را که شرم می‌تواند مخرب باشد، فهرست می‌کند:
- فقدان انگیزه برای جستجوی مراقبت؛
- عدم همدلی؛
- انزوا؛
- خشم؛
- پرخاشگری.

تانگنی به پیوند شرم و خشم اشاره می‌کند. در زندگی روزمره، زمانی که مردم خجالت زده و خشمگین هستند، انگیزه دارند که به کنش فرد فاعل پاسخ داده و انتقام بگیرند.
علاوه بر این، شرم با مشکلات روانشناختی مانند اختلالات خوردن، سوء مصرف مواد مخدر، اضطراب، افسردگی و سایر اختلالات روانی و همچنین رفتارهای اخلاقی مشکل ساز مرتبط است. در یک بررسی طی چندین سال، کودکان مستعد شرم نیز مستعد سوء مصرف مواد، فعالیت جنسی زودتر، فعالیت جنسی با ایمنی کمتر و درگیری با سیستم عدالت کیفری بودند.
سرزنش خود رفتاری همراه با احساس گناه در فرد قربانی است. در عین حال این باور که فرد در طول حمله کنترل داشته‌است (کنترل گذشته) با پریشانی روانی بیشتر همراه است، این باور که فرد کنترل بیشتری در طول فرایند بهبودی دارد (کنترل فعلی) با پریشانی کمتر، کناره‌گیری کمتر و پردازش مجدد شناختی بیشتر همراه است. این نیاز به کنترل از باور جهان عادلانه ناشی می‌شود، که به این معنی است که مردم آنچه را که لیاقتش را دارند به دست می‌آورند و جهان دارای نظمی خاص از چیزهایی است که افراد قادر به کنترل آن هستند. این کنترل به آنها اطمینان می‌دهد که این رویداد دیگر تکرار نخواهد شد.
مشاوره‌ای‌هایی نیاز است که در کاهش سرزنش خود مفید باشند، حمایت‌های، مشاوره‌ای که در آموزش روانی (یادگیری دربارهٔ سندرم ترومای تجاوز جنسی)، مفید هستند که به موضوع سرزنش می‌پردازند. یک نوع درمان مفید برای خود سرزنشی، بازسازی شناختی یا درمان شناختی-رفتاری است. باز پردازی شناختی فرایندی است که حقایق را نشان می‌دهد و از آنها نتیجه منطقی به دست می‌آید که کمتر تحت تأثیر شرم یا گناه باشد. اکثر قربانیان تجاوز را نمی‌توان به اندازه کافی به این باور رساند که آنچه برای آنها اتفاق افتاده «تقصیر آنها نیست». این به آنها کمک می‌کند تا با شرم مبارزه کنند و احساس امنیت، غمگینی سالمی داشته باشند. در بیشتر موارد، مدت زمان طولانی برای درمان لازم است تا شفای کامل به‌دست آید.

### تأثیرات روانی بر مردان
محققان برجسته جین واکر، جان آرچر و میشل دیویس در مطالعه‌ای دربارهٔ تأثیرات تجاوز جنسی به مردان دریافتند که پس از حمله، بازماندگان مرد افسردگی طولانی‌مدت، اضطراب، خشم، سردرگمی در مورد مردانگی خود، سردرگمی در مورد تمایلات جنسی خود داشتند. و اندوه نود و هفت درصد از مردان گزارش دادند که پس از حمله خود افسرده شده‌اند. علاوه بر این، تقریباً نود و سه درصد از مردان احساس اضطراب دارند. همراه با افسردگی، شایع‌ترین واکنش گزارش شده خشم است. نود و پنج درصد از بازماندگان مرد گزارش دادند که فانتزی انتقام یا تلافی داشتند. بازماندگان مرد از خرید سلاح برای کشتن مهاجمان خود خبر دادند. مردان همچنین گزارش دادند که با گرایش جنسی و مردانگی خود دچار بحران‌های طولانی مدت شده‌اند. قربانیان مرد تجاوز جنسی احساس ناتوانی می‌کردند زیرا معتقد بودند غرور و حیثیت مردانه خود را از دست داده‌اند. بسیاری از مردان از دست دادن عزت نفس و ارزش خود غمگین بودند. ۹۰ درصد از بازماندگان مرد به دلیل تهاجم، احترام خود را از دست دادند.

### خودکشی کردن
قربانیان تجاوز احتمال زیادی دارد اقدام به خودکشی یا خودکشی کنند. این ارتباط حتی پس از کنترل جنسیت، سن، تحصیلات، علائم اختلال استرس پس از سانحه وجود دارد و اختلالات روان‌پزشکی باقی می‌ماند. تجربه تجاوز جنسی می‌تواند در اوایل نوجوانی منجر به خودکشی شود. در اتیوپی، ۶ درصد از دختران مدرسه‌ای که مورد تجاوز قرار گرفته‌اند، اقدام به خودکشی کرده‌اند. آنها همچنین از صحبت کردن در مورد اتفاقی که برای آنها افتاده‌است خجالت می‌کشند. یک مطالعه روی نوجوانان در برزیل نشان داد که سوء استفاده جنسی در گذشته فرد عامل چندین رفتار خطرناک برای سلامتی قربانی از جمله افکار و تلاش برای خودکشی است.

## تأثیرات جامعه شناختی و بدرفتاری با قربانیان
پس از تجاوز جنسی، قربانیان تحت تحقیقات و در برخی موارد بدرفتاری قرار می‌گیرند. قربانیان تحت معاینات پزشکی قرار گرفته و توسط پلیس بازجویی می‌شوند. در طول محاکمه جنایی، قربانیان حریم خصوصی خود را از دست می‌دهند و ممکن است اعتبار آنها به چالش کشیده شود. قربانیان تجاوز جنسی ممکن است قربانی ثانویه شده و انواع سرزنش از جمله شرمساری هرزگی و آزار سایبری را نیز تجربه کنند. در طول دادرسی کیفری، ممنوعیت انتشار و قوانین سپر تجاوز جنسی برای محافظت از قربانیان در برابر نظارت بیش از حد عمومی اعمال می‌شود.

### قربانی شدن ثانویه
تجاوز ریشه در فرهنگ‌هایی شامل آداب و رسوم و تابوهای قوی در رابطه با جنسیت و تمایلات جنسی دارند و یک انگ اجتماعیاست. برای مثال، یک قربانی تجاوز جنسی (به ویژه فردی که قبلاً باکره بوده‌است) ممکن است توسط جامعه به عنوان «دست خورده» تلقی شود. قربانیان در این فرهنگ‌ها ممکن است از انزوا رنج ببرند، دوستان و خانواده آنها را طرد کنند، از ازدواج منع شوند، اگر قبلاً ازدواج کرده‌اند طلاق بگیرند یا حتی کشته شوند. این پدیده به قربانی شدن ثانویه معروف است. معمولاً زنان قربانی ثانویه هستند، قربانیان مرد نیز می‌توانند احساس شرمندگی کنند یا اعتماد به نفس خود را از دست بدهند.
قربانی شدن ثانویه عبارت است از آسیب‌دیدگی مجدد قربانی تجاوز جنسی، سوء استفاده یا تجاوز جنسی از طریق پاسخ‌های افراد و نهادها. انواع قربانی شدن ثانویه شامل سرزنش قربانی و رفتار یا زبان نامناسب پس از حمله توسط پرسنل پزشکی یا سایر سازمان‌هایی است که قربانی با آنها در تماس است. قربانی شدن ثانویه به ویژه در موارد تجاوز جنسی با مواد مخدر، آشنایی و تجاوز قانونی رایج است.

### مقصر دانستن قربانی
اصطلاح مقصر دانستن قربانی، به مقصر دانستن قربانی یک جرم به عنوان مسئول آن جرم، به‌طور کلی یا جزئی، اشاره دارد. در زمینه تجاوز جنسی، به این نگرش اشاره دارد که رفتارهای خاص قربانی (مانند معاشقه یا پوشیدن لباس‌های تحریک آمیز جنسی) ممکن است باعث تشویق شده باشد. این می‌تواند باعث شود قربانی تصور کند که او در وقوع جرم مقصر بوده‌است. متجاوزانی وجود داشته‌اند که از سرزنش قربانی به عنوان جدایی روانی اولیه خود با جرم (های) خود استفاده می‌کنند و در برخی موارد منجر به محکومیت آنها شده‌است. زنان قربانی تجاوز زمانی که رفتارهایی داشته‌اند که هنجار شناخته شده جنسیتی جامعه را در هم می‌شکند، مورد سرزنش بیشتری قرار می‌گیرند. جامعه از این رفتار به عنوان توجیهی برای دلیل تجاوز استفاده می‌کند. به‌طور کلی، سرزنش زنان قربانی تجاوز اغلب به جذابیت و احترام قربانی بستگی دارد. در حالی که چنین رفتاری هیچ ارتباط موجهی با یک حمله ندارد، می‌توان از آن در سرزنش قربانی استفاده کرد. جامعه «حمایت کننده از تجاوز» به زمانی اشاره دارد که مرتکبین برای تجاوز به عنف موجه شناخته شوند. قربانیان مرد اغلب از سوی جامعه به دلیل ضعف یا انحراف به دلیل تجاوز جنسی سرزنش می‌شوند. فقدان حمایت و اجتماع برای قربانیان تجاوز جنسی به دلیل عدم توجه جامعه به تجاوز جنسی مردان بیشتر شده‌است.
سرزنش قربانی همچنین می‌تواند نتیجه استفاده رسانه‌های عمومی از شیء سازی جنسی باشد. شی گرایی جنسی یعنی تقلیل وجود فرد به یک شی جنسی. که غیرانسانی است. مطالعه‌ای که در بریتانیا انجام شد نشان داد زنان بر اساس لباس‌هایی که می‌پوشند و آنچه رسانه‌ها دربارهٔ آن‌ها می‌گویند، احتمال بیشتری دارد که پس از تجاوز جنسی، قربانی مقصر جلوه دادن شوند. مطالعه دیگری که گروه بزرگی از دانشجویان را برای مشاهده سهم رسانه‌ها در عینیت‌سازی جنسی و تأثیرات آن بر مقصر دانستن قربانی مورد بررسی قرار داد، نشان داد که هر چه بیشتر فرد در معرض محتوای رسانه‌ای قرار گیرد که بدن زنان را جنسی‌سازی می‌کند، احتمال سرزنش مقصر بودن در تجاوز جنسی باشند.
همچنین توسط Roxane Agnew-Davies، روان‌شناس بالینی و متخصص در مورد اثرات خشونت جنسی، پیشنهاد شده‌است که مقصر دانستن قربانی با ترس مرتبط است. «تعجبی ندارد که بسیاری از قربانیان تجاوز خود را مقصر بدانند. هیئت منصفه زن می‌توانند به زن حاضر در جایگاه شاهد نگاه کنند و تصمیم بگیرند که او کار «اشتباهی» مانند معاشقه یا نوشیدن مشروب با متهم انجام داده‌است؛ بنابراین او می‌تواند به خود اطمینان دهد که تا زمانی که هیچ کاری مشابه انجام نداده، قربانی تجاوز نخواهدشد.»
در بسیاری از کشورها مانند کشورهای اسلامی، سرزنش قربانیان رایج‌تر است، اینها کشورهایی هستند که در آن‌ها شکاف اجتماعی قابل‌توجهی بین آزادی‌ها و موقعیتی که برای زنان و مردان قائل می‌شود وجود دارد.

## گزارش تجاوز جنسی
برخی از افراد متوجه شده‌اند که گزارش حمله به آنها در روند بهبودی کمک کرده‌است. تماس با اداره پلیس محلی، مراجعه مراکز پزشکی، و/یا تماس با خط تلفن ملی تجاوز جنسی از چنین مواردی است که قربانیان ممکن است در حین پیگیری برای تحقق عدالت در نظر گرفته شود.
با این حال، تنها درصد کمی از بازماندگان تصمیم می‌گیرند تجاوز خود را گزارش کنند. قربانیان تجاوز نسبت به قربانیان تجاوز ساده کمتر احتمال دارد تجاوز جنسی خود را گزارش کنند. بین سال‌های ۲۰۰۶ تا ۲۰۱۰، تخمین زده می‌شود که سالانه ۲۱۱۲۰۰ تجاوز یا تجاوز جنسی به پلیس گزارش نشده‌است. عواملی که ممکن است بر تصمیم، عدم گزارش تجاوز جنسی تأثیر بگذارد عبارتند از جنسیت، سن، وضعیت اقلیت و انتظارات اجتماعی. علاوه بر این، تجاوزی که در آن متجاوز آشنا است، کمتر از تجاوزی که توسط یک غریبه انجام شده گزارش می‌شود. فقدان صدمات جسمی و مصرف مواد مخدر و/یا الکل نیز به کاهش گزارش‌ها کمک می‌کند. به‌طور خاص، زنان قربانی تجاوز به احتمال زیاد در مواردی تجاوز را گزارش می‌کنند که به دلیل صدمات جدی بدنی احساس قربانی شدن کنند. زنان قربانی تجاوز کمتر احتمال دارد مواردی را گزارش کنند که عامل تجاوز یکی از بستگان یا آشنایان باشد. قربانیان تجاوز مرد ممکن است در گزارش تجاوز جنسی به دلیل انگی که در اطراف تجاوز جنسی به مرد وجود دارد، مردد باشند، که می‌تواند باعث تحقیر یا ترس از انزجار باشد.
قربانیانی که تصمیم نمی‌گیرند تجاوز خود را به مجریان قانون گزارش کنند، هنوز واجد شرایط دریافت معاینه پزشکی قانونی تجاوز جنسی هستند که به عنوان کیت تجاوز نیز شناخته می‌شود. آنها همچنان تشویق می‌شوند که از عزیزان خود و/یا یک روان‌شناس حرفه ای کمک دریافت کنند.

## بهبودی پس از تجاوز جنسی
روند بهبودی پس از تجاوز جنسی در قربانیان به واکنش آنها به تجاوز بستگی دارد. ماهیت حمله، نحوه انتخاب قربانیان برای مقابله با تروما و تأثیرات اجتماعی چند مورد از متغیرهای متعددی هستند که بر روند بهبودی تأثیر می‌گذارند. با این حال، بهبودی به‌طور کلی شامل، گرفتاری متجاوز، بازتعریف مجدد از خود است. ممکن است برای کمک به انجام صحیح این عوامل به درمان حرفه‌ای نیاز باشد. درمان پردازش شناختی منجر به کاهش یا بهبود علائم پس از تروما در قربانیان می‌شود و به آنها کمک می‌کند تا دوباره حس کنترل را به دست آورند. با توجه به پیچیدگی آن، پیشروی در روند درمان نیاز به صبر و پشتکار دارد. علاوه بر این، مدیتیشن، یوگا، ورزش، حرکات موزون، و معاشرت نیز ممکن است عناصر تسکین دهنده را برای قربانیان فراهم کند. همچنین، گروه‌های حمایتی فرصتی را برای این افراد فراهم می‌کنند تا با سایر قربانیان ارتباط برقرار کنند و به آنها یادآوری شود که آنها تنها نیستند.